# Sigrid Fick
Sigrid Fick (Hèlsinki, Gran Ducat de Finlàndia, 1887 - Estocolm, Suècia, 1979) fou una tennista sueca, guanyadora de dues medalles olímpiques.

## Biografia
Va néixer el 28 de març de 1887 a la ciutat de Hèlsinki, capital en aquells moments del Gran Ducat de Finlàndia (territori dependent de l'Imperi Rus) i que avui dia és la capital de Finlàndia, en una família d'arrels sueques. Va morir el 4 de juny de 1979 a la ciutat d'Estocolm, capital de Suècia.

## Carrera esportiva
Va participar, als 25 anys, en els Jocs Olímpics d'Estiu de 1912 realitzats a Estocolm (Suècia), on va aconseguir guanyar la medalla de plata en la prova olímpica de dobles mixts i la medalla de bronze en la prova de dobles mixts en pista coberta, en ambdues competicions amb el seu compatriota Gunnar Setterwall. També va participar en la competició individual, finalitzant quarta en la prova a l'aire lliure i setena en pista coberta.
En els Jocs Olímpics d'Estiu de 1920 realitzats a Anvers (Bèlgica) participà en tres proves, finalitzant novament quarta en la prova individual, cinquena en la prova de dobles fent parella amb Lily Strömberg-von Essen i catorzena en la prova de dobles mixts fent parella amb Albert Lindqvist.
En els Jocs Olímpics d'Estiu de 1924 realitzats a París (França) novament participà en les tres proves existents, finalitzant cinquena en la prova de dobles, fent parella novament amb Strömberg-von Essen, i dobles mixts, fent parella amb Henning Müller, així com novena en la prova individual.

## Jocs Olímpics

### Dobles mixtos
| Any  | Campionat                       | Parella           | Oponents                              | Resultat |
| ---- | ------------------------------- | ----------------- | ------------------------------------- | -------- |
| 1912 | Jocs Olímpics, Estocolm, Suècia | Gunnar Setterwall | Dorothea Köring · Heinrich Schomburgk | 4−6, 0−6 |
| 1912 | Jocs Olímpics (interior)        | Gunnar Setterwall | Margareta Cederschiöld · Carl Kempe   | Renúncia |